# Амадей II Женевский
Амедей II (фр. Amédée II de Genève; ум. 22 мая 1308) — граф Женевы с 1280 года.
Родился между 1250 и 1260 годами. Четвёртый сын Родольфа (Рауля) Женевского (ум. 29.05.1265) и Марии де Ла Тур дю Пен, дамы де Варе ан Бюжи, дочери Альбера III де Ла Тур дю Пена.
В 1280 году наследовал старшему брату — Эймону II (другие братья — Ги, Анри и Жан избрали духовную карьеру).
У Эймона II были две дочери — Жанна и Контессон, они тоже претендовали на наследство после смерти отца. В 1302 году Контессон, дама де Мирибель, отказалась от притязаний на графство в пользу дяди в обмен на денежную компенсацию (Жанна к тому времени уже умерла).
Амедею II удалось улучшить финансовое состояние своего княжества и погасить долги, оставленные отцом и братом.
С самого начала своего правления он вёл феодальные войны с графами Савойи. Периодически заключались перемирия и заключались мирные договора, но потом военные действия возобновлялись. В результате всех этих войн власть графов и епископов в городе Женева ослабела, а роль горожан (союзников Савойи) — усилилась.
В 1282 году Амедей вступил в коалицию, в которую также входили Рудольф Габсбург, дофин Вьеннский и епископ Женевы Роберт (дядя графа), направленную против Филиппа Савойского.
В поисках союзников Амедей II в 1285 году женился на Агнес де Шалон, дочери шалонского графа Жана I и сестре Жана I де Шалон-Арле — брата жены германского короля Рудольфа Габсбурга. В 1288 году он организовал замужество своей сестры Маргариты с Эймаром IV де Пуатье, графом Валентинуа и Диуа. В том же году признал себя вассалом Савойи.
В 1297 году заключен очередной мирный договор. Его скрепили браком Гильома — сына Амадея II, и дочери Амадея V Савойского Агнессы. Согласно брачному контракту Амадей V передавал Агнессе в приданое 10 тысяч ливров турнуа и замок Ла Корбьер, а Амадей II, со своей стороны, передавал сыну 4 тысячи ливров турнуа и замки Рюмилли, Отвилль, Альби и Шарусс.

## Семья
Дети:
- Гильом III (1286—1320), граф Женевы
- Амедей (1294-?), епископ Туля (1320—1330)
- Юг (1300—1365) — сеньор Варе, Морне, Рюмийли, по правам жены — барон де Же
- Жанна (ум. 1303/1309), с 1300 жена Гишара VI д’Альбона, сеньора де Божё
- Мария — первая жена графа Жана II де Шалон-Оксер.